# Kick Sauber C44
El Kick Sauber C44 fue un monoplaza de Fórmula 1, construido por la escudería Sauber para competir en el Campeonato Mundial de Fórmula 1 de 2024. El monoplaza fue conducido por Valtteri Bottas y Guanyu Zhou.
Marcó el regreso del nombre Sauber desde 2018. El rendimiento y la fiabilidad del C44 fueron deficientes, dejando al equipo en el último lugar del Campeonato de Constructores. Zhou logró los únicos puntos del equipo en el Gran Premio de Catar.

## Resultados

### Fórmula 1
(Clave) (negrita indica pole position) (cursiva indica vuelta rápida)

| Año     | Motor                   | Neu. | N.º | Pilotos         | 1   | 2   | 3   | 4   | 5   | 6   | 7   | 8   | 9   | 10  | 11  | 12  | 13  | 14  | 15  | 16  | 17  | 18  | 19  | 20  | 21  | 22  | 23  | 24  | Puntos | Pos. |
| ------- | ----------------------- | ---- | --- | --------------- | --- | --- | --- | --- | --- | --- | --- | --- | --- | --- | --- | --- | --- | --- | --- | --- | --- | --- | --- | --- | --- | --- | --- | --- | ------ | ---- |
| 2024    | Ferrari 066/12 V6 Turbo | P    |     |                 | BHR | ARA | AUS | JPN | CHN | MIA | EMI | MON | CAN | ESP | AUT | GBR | HUN | BEL | NED | ITA | AZE | SIN | USA | MEX | SÃO | LVG | QAT | ABU | 4      | 10.º |
| 2024    | Ferrari 066/12 V6 Turbo | P    | 24  | Guanyu Zhou     | 11  | 18  | 15  | Ret | 14  | 14  | 15  | 16  | 15  | 13  | 17  | 18  | 18  | Ret | 20  | 18  | 14  | 15  | 19  | 15  | 15  | 13  | 8   | 13  | 4      | 10.º |
| 2024    | Ferrari 066/12 V6 Turbo | P    | 77  | Valtteri Bottas | 19  | 17  | 14  | 14  | Ret | 16  | 18  | 13  | 13  | 16  | 16  | 15  | 16  | 15  | 19  | 16  | 16  | 16  | 17  | 14  | 13  | 16  | 11  | Ret | 4      | 10.º |
| Fuente: |                         |      |     |                 |     |     |     |     |     |     |     |     |     |     |     |     |     |     |     |     |     |     |     |     |     |     |     |     |        |      |